# Pino Torinese
Pino Torinese (piemontesisch ël Pin) ist eine italienische Gemeinde in der Metropolitanstadt Turin (TO), Region Piemont.

## Lage und Einwohner
Pino Torines liegt knapp 10 km südöstlich vom Turiner Stadtzentrum entfernt. Die Gemeinde besteht aus den Ortsteilen Baldissero Torinese, Cento Croci und Strada San Felice. Der Ort liegt auf einer Höhe von 550 m über dem Meeresspiegel auf einem Hügel und umfasst eine Fläche von 21 km² bei 8400 Einwohnern (Stand 31. Dezember 2023).
Die Nachbargemeinden sind Turin, Baldissero Torinese, Chieri, Pecetto Torinese und Cambiano.

## Sehenswertes

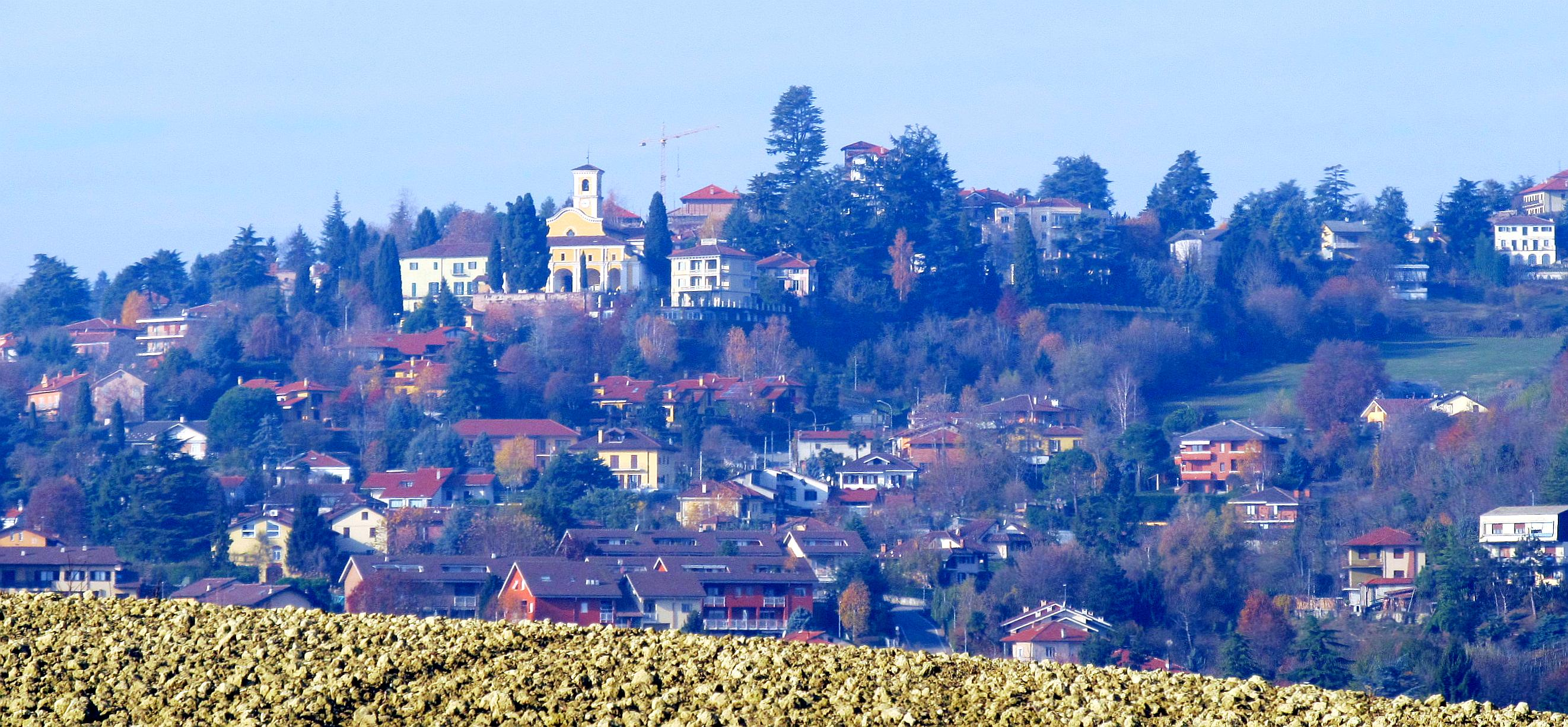
Panorama

In der Gemeinde befinden sich eine historische Sternwarte und ein kleines Planetarium. Der Asteroid des inneren Hauptgürtels (2694) Pino Torinese ist nach der Gemeinde benannt.